# Eupithecia turpis
Eupithecia turpis är en fjärilsart som beskrevs av András Vojnits 1981. Eupithecia turpis ingår i släktet Eupithecia och familjen mätare. Inga underarter finns listade i Catalogue of Life.